# 7-Tease
7-Tease è il dodicesimo album in studio del cantautore scozzese Donovan, pubblicato nel 1974.

## Tracce
Lato 1
1. Rock and Roll Souljer – 3:44
2. Your Broken Heart – 3:38
3. Salvation Stomp – 3:13
4. The Ordinary Family – 4:14
5. Ride-a-Mile – 4:48
6. Sadness – 2:38

Lato 2
1. Moon Rok – 2:58
2. Love of My Life – 4:22
3. The Voice of Protest – 3:20
4. How Silly – 2:38
5. The Great Song of the Sky – 2:45
6. The Quest – 3:30